# Maria José Nogueira Pinto
Maria José Pinto da Cunha de Avilez Nogueira Pinto GCIH • GCM • DmSI (Lisboa, 23 de março de 1952 — Lisboa, 6 de julho de 2011) foi uma jurista e política portuguesa, candidata à liderança do CDS - Partido Popular.

## Biografia
Estudante na Faculdade de Direito da Universidade Clássica de Lisboa, após o 25 de abril de 1974 interrompeu os estudos para acompanhar o marido a Angola — Jaime Nogueira Pinto cumpria então o serviço militar —, mas com o início da guerra civil, acabariam os dois num campo de refugiados da Cruz Vermelha, na África do Sul.
Posteriormente viajaram para Espanha e daí para o Brasil, onde, para ajudar no sustento da família, Maria José Nogueira Pinto vendeu enciclopédias e materiais de construção. Só quando regressou a Portugal foi concluir a licenciatura em Direito, na Faculdade de Direito da Universidade de Coimbra.
A convite de António Barreto ingressa como investigadora do Gabinete de Estudos Rurais da Universidade Católica Portuguesa. É nessa qualidade que assume a responsabilidade pela edição do livro O Direito da Terra. Subsequentemente, ainda na Universidade Católica, colaborou na edição da Enciclopédia Jurídica e da Enciclopédia Luso-Brasileira.
Maria José Nogueira Pinto iniciou a sua carreira no setor público quando foi nomeada, em 1981, assessora jurídica da Presidência do Conselho de Ministros e adjunta do gabinete do secretário de Estado da Integração Europeia do VII Governo Constitucional, Joaquim Ferreira do Amaral, tendo cessado funções por discordar da forma como o processo de integração europeia estava a ser conduzido. Entre 1982 e 1983, foi vice-presidente do Instituto Português de Cinema. Entre 1983 e 1984, foi adjunta da secretária de Estado da Segurança Social do IX Governo Constitucional, Leonor Beleza. Daí transitou para a Santa Casa da Misericórdia de Lisboa, onde foi vogal da Mesa com o pelouro dos Recursos Humanos (1985-89) e provedora interina (1987-1988). Foi também consultora da Fundação António Quadros.
Entre 1989 e 1991, foi presidente do conselho de administração da Maternidade Alfredo da Costa, onde promoveu o saneamento financeiro e a modernização tecnológica da instituição.
A sua entrada na política dá-se em 1991, ao ser nomeada Subsecretária de Estado Adjunta do Secretário de Estado para a Cultura, Pedro Santana Lopes, do XII Governo Constitucional, presidido por Aníbal Cavaco Silva. Em ruptura com Pedro Santana Lopes, demitiu-se em 1993, na sequência do "caso da pala do Sporting", em que Maria José Nogueira Pinto decidiu interditar a utilização do Estádio José Alvalade para espetáculos musicais devido à insegurança de uma pala sobre a bancada do estádio; no entanto, o secretário de Estado, Pedro Santana Lopes, estabeleceu um acordo com o Sporting Clube de Portugal, em que o clube se comprometia a efetuar as obras necessárias e o governo aceitava levantar a restrição à realização de espetáculos musicais. Entre 1993 e 1995, foi consultora da Fundação Calouste Gulbenkian.
Em 1996 aderiu ao CDS-PP, pelo qual era já deputada (independente) na Assembleia da República, desde as legislativas de 1995 — aproximara-se do partido como apoiante de Manuel Monteiro. Entre 1997 e 1999, foi presidente do Grupo Parlamentar do CDS-PP na Assembleia da República. Também foi eleita presidente Conselho Nacional do CDS-PP. Em 1998, na sequência da cisão entre Manuel Monteiro e Paulo Portas, disputou a presidência do CDS-PP com Paulo Portas (de algum modo representando a facção de Monteiro), mas, apesar de Maria José Nogueira Pinto ter referido que ganharia até "ao rato Mickey", foi Paulo Portas quem venceu as eleições para a liderança do CDS-PP, num congresso realizado em Braga. Em 1999, recusa integrar novamente as listas do CDS-PP, já liderado por Paulo Portas, à Assembleia da República e termina o mandato de deputada.
Em 1998, protagonizou discussões, enquanto deputada à Assembleia da República, sobre a despenalização da interrupção voluntária da gravidez (IVG) no contexto do referendo à despenalização da IVG realizado nesse ano, tendo sido primeira subscritora do projeto de lei, rejeitado na Assembleia da República, que propunha o reconhecimento do embrião como entidade jurídica. Entre 2000 e 2001, foi representante de Portugal na Secretaria de Cooperação Ibero-Americana, em Madrid, por indicação do então ministro dos Negócios Estrangeiros, Jaime Gama, do segundo governo do PS, liderado por António Guterres. Foi também, entre 2000 e 2001, presidente da Fundação para a Saúde e, entre 2002 e 2005, provedora da Santa Casa da Misericórdia de Lisboa.
Em 2005, foi a escolha do presidente do CDS-PP, José Ribeiro e Castro, para cabeça-de-lista do partido à Câmara Municipal de Lisboa, tendo sido eleita vereadora com 5,92% dos votos. Na sequência dessas eleições, vencidas por António Carmona Rodrigues, Maria José Nogueira Pinto assumiu até 2007 o pelouro da Habitação Social, assumindo também a liderança do Comissariado para a Baixa-Chiado.
Em março de 2007, entrou em conflito com o CDS-PP aquando do eventual regresso de Paulo Portas à liderança do CDS-PP, por via de um Conselho Nacional Extraordinário. Incompatibilizada, abandonou o CDS-PP e renunciou ao mandato de vereadora da Câmara Municipal de Lisboa, depois de acusar Paulo Portas de tentar assaltar o poder contra os órgãos democraticamente eleitos — José Ribeiro e Castro era então o líder do partido — e depois de acusar também o deputado Hélder Amaral de a agredir fisicamente, mas recuando depois na acusação, considerando que entendera mal o gesto de Hélder Amaral, que a teria apenas agarrado pelo braço, o que magoou Maria José Nogueira Pinto.
Também em 2007, no contexto do segundo referendo à despenalização da interrupção voluntária da gravidez (IVG), defendeu, juntamente com António Bagão Félix, que o ato de interromper a gravidez deveria manter-se penalmente proibido, mas que a mulher praticante do ato não deveria ser criminalizada e levada a julgamento. Ainda em 2007, ao ser ponderada pelo então presidente da Câmara Municipal de Lisboa, António Costa, para diretora do Gabinete de Reabilitação da Baixa-Chiado, defendeu que deveriam ser impostas restrições ao número de lojas chinesas na Baixa e que deveria ser criada uma Chinatown noutro local, o que já tinha defendido, enquanto vereadora da Câmara Municipal de Lisboa, para a zona entre o Martim Moniz e os Anjos. A proposta foi bem acolhida pela Associação de Comerciantes e Industriais Luso-Chineses, mas o então presidente da Câmara Municipal de Lisboa, António Costa, considerou a ideia "estranha" e alheia ao projeto de reabilitação da Baixa-Chiado e à agenda da Câmara Municipal, tendo Maria José Nogueira Pinto sido acusada, pelo Bloco de Esquerda, pelo SOS Racismo, pelo Observatório da China e pela União das Associações de Comércio e Serviços de defender uma proposta ilegal e inconstitucional de regulação do comércio e de propor a criação de um "gueto" e de "limpeza étnica" para a comunidade chinesa na cidade. Maria José Nogueira Pinto acabou por não assumir funções no projeto da Baixa-Chiado e assumiu toda a responsabilidade pela proposta.
Em 2009, a presidente do PSD, Manuela Ferreira Leite, convidou Maria José Nogueira Pinto a integrar as listas do PSD à Assembleia da República e foi eleita deputada na XI Legislatura, com responsabilidade nas áreas da Saúde e da Economia Social. Numa reunião da Comissão Parlamentar de Saúde, depois de vários apartes do deputado Ricardo Gonçalves, chamou "palhaço" e "deputado inimputável" a Ricardo Gonçalves, que ripostou, tendo pedido desculpa posteriormente. Em 2011, já doente, e com Pedro Passos Coelho como líder do PSD, voltou a integrar as listas deste partido para a Assembleia da República, sendo eleita deputada na XII Legislatura. Também cumpriu, enquanto conseguiu, o seu mandato, continuando a ser comentadora na SIC Notícias.
Foi colunista dos jornais Expresso, Público, A Capital e Diário Económico.
Faleceu no dia 6 de julho de 2011, aos 59 anos, vítima de cancro do pâncreas. Em 2012 o então Provedor da Santa Casa da Misericórdia de Lisboa, Pedro Santana Lopes, anunciou que o nome de Maria José Nogueira Pinto será atribuído à nova Unidade de Cuidados Continuados e Paliativos, situado na Aldeia do Juzo, em Alcabideche.  Também em 2012, a MSD decidiu instituir o Prémio Maria José Nogueira Pinto em Responsabilidade Social. Este prémio de valor monetário visa distinguir o candidato individual ou colectivo que se destaque em acções de responsabilidade social activa, no território português. Em 2014, mais precisamente em 27 de maio, a Câmara Municipal de Lisboa, presidida por António Costa, homenageou Maria José Nogueira Pinto com a inauguração de um monumento, na Ribeira das Naus, da autoria do escultor Rui Sanches. Em 2023, a Câmara Municipal de Lisboa, presidida por Carlos Moedas, atribuiu o nome Rua Maria José Nogueira Pinto a uma artéria da urbanização Prata Riverside Village, ao Braço de Prata, na freguesia de Marvila.

### Condecorações
- A 6 de Março de 1998, foi agraciada com o grau de Grã-Cruz da Ordem do Infante D. Henrique de Portugal.[19]
- A 21 de maio de 1999, foi agraciada com o grau de Grande-Oficial da Ordem de Rio Branco do Brasil.[20]
- Foi agraciada como Dama da Ordem de Santa Isabel.
- A 6 de julho de 2022, foi agraciada, a título póstumo, com o grau de Grã-Cruz da Ordem do Mérito de Portugal.[19]

## Família
Filha de Luís de Avilez de Almeida Melo e Castro (Amadora, Oeiras, 27 de Março de 1917 — Lisboa, Campo Grande, 23 de Outubro de 2007), bisneto do 8.º Conde das Galveias e trineto do 1.º Visconde do Reguengo e 1.º Conde de Avillez, e de sua mulher (Lisboa, Campo Grande, 25 de Julho de 1943) Maria José de Melo Breyner Pinto da Cunha (Lisboa, Campo Grande, 10 de Abril de 1920 — 11 de novembro de 2013) e irmã de Maria João Avillez. É prima-irmã da mãe do jornalista Martim Avillez Figueiredo.

### Casamento e descendência
Casou em Lisboa, Campo Grande, a 27 de Janeiro de 1972 com Jaime Alexandre Nogueira Pinto, sendo pais de um filho e duas filhas:
- Eduardo da Cunha de Avilez Nogueira Pinto (Lisboa, 4 de Abril de 1973), Licenciado em Direito pela Faculdade de Direito da Universidade Católica Portuguesa de Lisboa, Advogado, casado primeira vez com Sofia Rocha, Licenciada em Direito pela Universidade Católica de Lisboa, sem geração, divorciados, e casado segunda vez civilmente com Helena Margarida Dias de Ayala Botto (22 de Fevereiro de 1979), divorciada sem geração de Nuno Pereira de Melo Bon de Sousa (29 de Julho de 1973), da qual tem duas filhas e um filho: 
  - Maria Leonor de Ayala Botto Nogueira Pinto (Lisboa, São Jorge de Arroios, 8 de Novembro de 2007)
  - Duarte de Ayala Botto Nogueira Pinto (Lisboa, São Jorge de Arroios, 20 de Dezembro de 2009)
  - Maria Teresa de Ayala Botto Nogueira Pinto (Lisboa, São Domingos de Benfica, 27 de Jullho de 2012)
- Maria Catarina de Avilez Nogueira Pinto (Lisboa, 30 de Abril de 1976), Licenciada em Direito pela Universidade Lusíada de Lisboa, casada com Martim Abecassis de Magalhães do Amaral Neto (Lisboa, Benfica, 16 de Fevereiro de 1971), Licenciado em Gestão pela Universidade Nova de Lisboa, director bancário, do qual tem uma filha e dois filhos: 
  - Aurora Nogueira Pinto do Amaral Neto (São Paulo, 8 de Julho de 2006)
  - Jaime Nogueira Pinto do Amaral Neto (Madrid, 11 de Maio de 2011)
  - Joaquim Nogueira Pinto do Amaral Neto (Madrid, 13 de Maio de 2015)
- Maria Teresa de Avilez Nogueira Pinto (Lisboa, 11 de Junho de 1984), Licenciada em Ciência Política e Mestre em Relações Internacionais pela Universidade Católica Portuguesa de Lisboa, casada com Tiago Maria Marques de Aguiar Salvação Barreto (Lisboa, 6 de Março de 1984), piloto de aviação comercial, do qual tem uma filha e dois filhos: 
  - Maria Camila Nogueira Pinto Salvação Barreto (Lisboa, 30 de Dezembro de 2009)
  - Francisco José Nogueira Pinto Salvação Barreto (Lisboa, 1 de Agosto de 2013)
  - Eduardo Maria Nogueira Pinto Salvação Barreto (Lisboa, 16 de Junho de 2016)